# Synema haemorrhoidale
Synema haemorrhoidale là một loài nhện trong họ Thomisidae.
Loài này thuộc chi Synema. Synema haemorrhoidale được Maria Dahl miêu tả năm 1907.